# Edward Felix Norton
Edward Felix Norton (* 21. Februar 1884 in San Isidro, Argentinien; † 3. November 1954 in Winchester, Hampshire) war ein britischer Armee-Offizier und Bergsteiger.

## Leben
Er wurde an der Charterhouse School und der Royal Military Academy in Woolwich ausgebildet. Er schloss sich der Artillerie der indischen Truppen an und diente im Ersten Weltkrieg. Er wurde von seinem Großvater Alfred Wills in den Alpen an das Bergsteigen herangeführt.

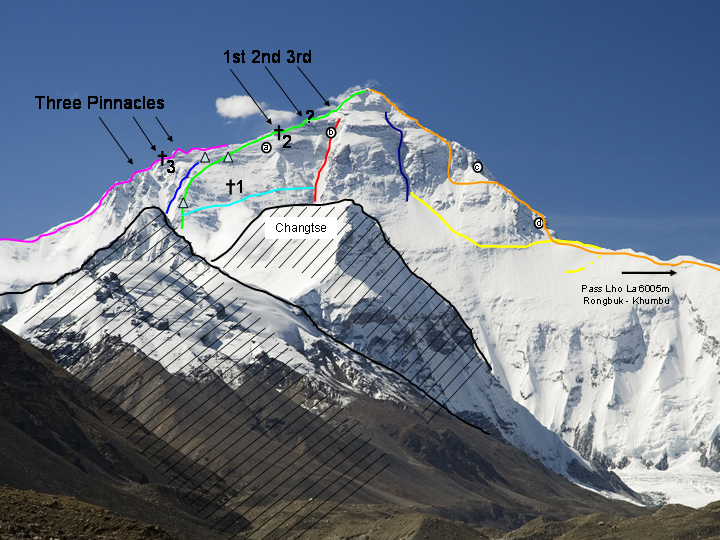
Nordwand des Mt. Everest, Routen und wichtige Punkte

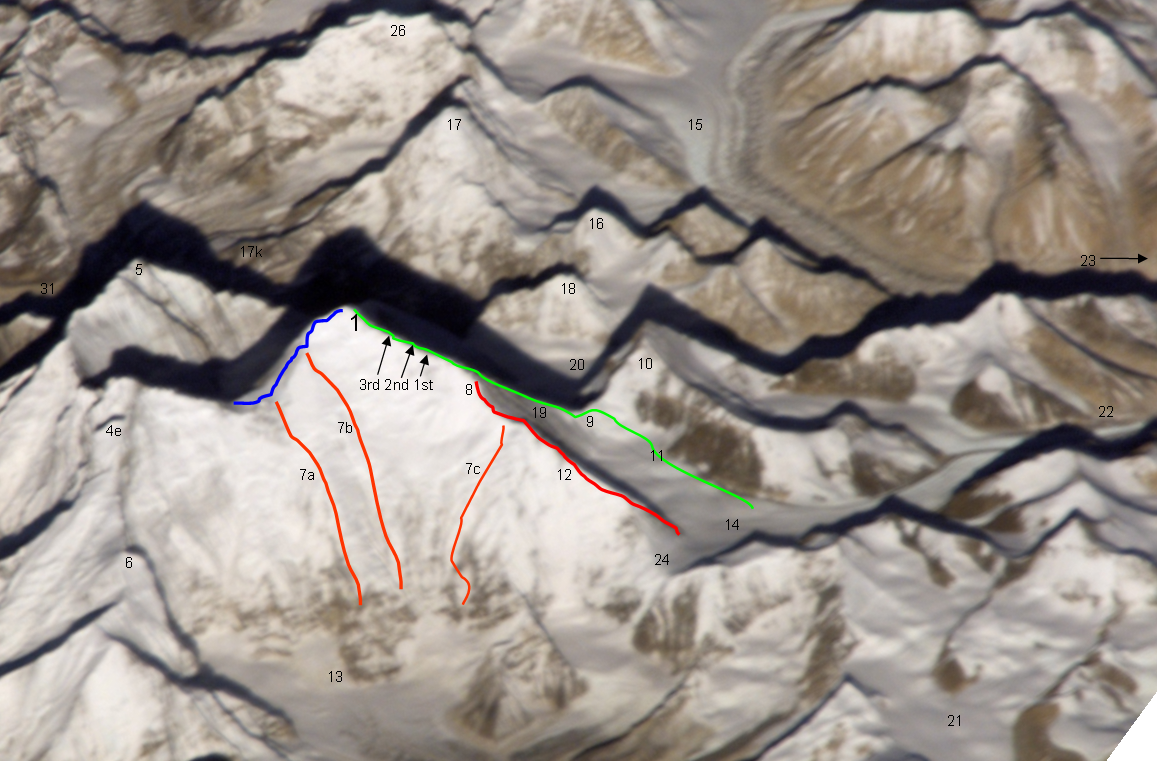
Kangshung-Wand, Nahbereich des Mount Everest von Osten, grün die heutige Normalroute Nord und zu weiten Teilen identisch mit dem Anstieg von Mallory und Irvine

Seine Erfahrungen und Kenntnisse ließen ihn an den britischen Expeditionen zum Mount Everest 1922 und 1924 teilhaben. 1924 übernahm er die Expeditionsleitung, als der ursprüngliche Leiter Brigadier Charles G. Bruce erkrankte und abreisen musste. Norton erreichte in beiden Expeditionen Höhenrekorde, die erst 1952 überboten wurden, als eine Schweizer Expedition auf der Nepal-Seite bis unter den Südgipfel kam.
| Grüne Linie | Normalweg, in weiten Teilen die Mallory-Route 1924, mit Hochlagern auf ca. 7700 und 8300 m, heutiges 8300er Lager etwas mehr westlich (2 Dreiecke) |
| Rote Linie  | Großes Couloir oder Norton-Couloir |
| a)          | Punkt ca. 8325 m, bis zu dem George Ingle Finch 1922 mit Sauerstoff kam                                                                            |
| b)          | Punkt ca. 8573 m am Westrand des Couloirs, bis zu dem Norton 1924 kam                                                                              |

Seine Höhe von 8573 m in dem später nach ihm benannten Norton-Couloir, dem Steiltal östlich der Gipfelpyramide in der Nordwand, war ein Weltrekord, der für fast 30 Jahre Bestand hatte. Er hatte diese Höhe ohne Flaschensauerstoff erreicht, was ihn zum Vorbild auch für Reinhold Messner machte, der 1980 in seiner Solobesteigung eine Route nahm, die nahe an Nortons bevorzugten Wandtraversen lag.
Norton wurde für seine Leistungen nach dem Verschwinden von George Mallory und Andrew Irvine hoch oben am Berg gelobt.
Norton diente später als Ausbilder an den Staff Colleges in Indien und England, und er kommandierte die Royal Artillery und später den Distrikt Madras in den 1930er Jahren. Von 1940 bis 1941 war er Gouverneur und Kommandeur in Hongkong. Er ging 1942 in Pension.